# 1月25日
1月25日（いちがつにじゅうごにち）は、グレゴリオ暦で年始から25日目にあたり、年末まであと340日（閏年では341日）ある。

## できごと
- 1077年 - カノッサの屈辱: 司祭の任命権（聖職叙任権）を巡って教皇グレゴリウス7世と対立し、教会から破門された神聖ローマ皇帝ハインリヒ4世が、カノッサ城の門前で、武器を捨て裸足で破門の許しを乞い始める。（3日後に赦免）
- 1533年 - イングランド王ヘンリー8世が2人目の妻アン・ブーリンと結婚。
- 1573年（元亀3年12月22日）三方ヶ原の戦い: 遠江国の三方ヶ原（現在の静岡県浜松市内）で武田信玄と徳川家康の軍が戦い、武田軍が勝利する[1]。
- 1683年（天和2年12月28日） - 天和の大火: 江戸駒込（現在の東京都文京区向ケ丘）の大円寺から出火。141の大名・旗本屋敷、95の寺社が焼損するなど、江戸の十大火事の一つとされる。井原西鶴が「好色五人女」に取り上げたことからお七火事とも称される[2]。
- 1755年 - モスクワ大学創立[3]。
- 1849年 - ブルガリア国立銀行設立。
- 1858年 - プロイセン皇太子フリードリヒ3世とイギリス王女ヴィクトリアが結婚。
- 1858年（安政4年12月11日） - 陸奥盛岡藩の大島高任が、釜石で日本初の近代高炉を建設する。
- 1879年 - 大阪の朝日新聞社が『朝日新聞』を創刊[4]。
- 1890年 - ネリー・ブライが72日間での世界一周を達成。
- 1902年 - 北海道旭川市で最低気温マイナス41℃を観測。日本における公式の最低気温の記録。
- 1904年 - 鉄道軍事供用令公布。
- 1907年 - ロシア皇帝ニコライ2世が満州からの撤兵を宣言。
- 1909年 - リヒャルト・シュトラウスの『エレクトラ』がドレスデン宮廷歌劇場で初演[5]。
- 1911年 - 幸徳事件（大逆事件）で管野スガが処刑される。
- 1918年 - ウクライナ人民共和国がボリシェヴィキのソビエト政府から独立。
- 1924年 - 第1回冬季オリンピック、シャモニー・モンブラン大会開催。2月5日まで。
- 1927年 - 明治節（現・文化の日）制定を可決（1927年は“明治60年”）。
- 1935年 - 宝塚大劇場火災。舞台裏から出火し、内部を焼失。昼夜兼行で復旧工事を進め、4月1日星組公演から再開[6]。
- 1936年 - 「東京朝日新聞」で横山隆一の漫画『江戸っ子健ちゃん』が連載開始。（10月に『養子のフクちゃん』と改題）
- 1936年 - 福岡県桂川村の麻生吉隈炭鉱でガス爆発事故が発生。29人が死亡した[7]。
- 1937年 - アメリカNBCのラジオドラマ『ガイディング・ライト』が放送開始。後にテレビドラマになり、2009年9月まで約15,000回続く世界一長寿のドラマとなる。
- 1939年 - チリ中部でマグニチュード7.8の地震。死者3万人。
- 1940年 - 福井県上庄村にあった志目木鉱山で大規模な雪崩が発生。作業員ら37人が死亡[8]。
- 1942年 - 第二次世界大戦: タイがアメリカ合衆国・イギリスに宣戦布告。
- 1946年 - 国際連合安全保障理事会決議1が採択される。
- 1949年 - 第1回エミー賞開催[9]。
- 1949年 - 中国共産党が北京奪回。
- 1949年 - 第1回イスラエル議会総選挙が行われる。
- 1955年 - ソ連がドイツに対する戦争状態の終結を宣言。
- 1960年 - 三井三池争議: 三井鉱山が三井三池炭鉱をロックアウト[10]。全山の労組が無期限ストに突入。
- 1971年 - ウガンダでミルトン・オボテ大統領の外訪中に軍司令官イディ・アミンがクーデター（英語版）を起こし、大統領に就任。
- 1979年 - 上越新幹線の大清水トンネルが貫通。22,228メートルで貫通当時は世界最長のトンネルであった。
- 1981年 - 中国で、文化大革命の責任者「四人組」に対する裁判の判決。江青・元政治局員（毛沢東夫人）と張春橋・元副首相に死刑宣告（1983年同日に無期懲役に減刑）。
- 1990年 - パキスタンのベーナズィール・ブットー首相が出産。現職首相の出産は世界初。
- 1990年 - アビアンカ航空52便墜落事故。73人死亡。
- 1994年 - アメリカの月探査機「クレメンタイン」が打ち上げ[11]。
- 1999年 - 厚生省が性的不能治療薬バイアグラを申請から半年で製造承認。
- 1999年 - コロンビアでマグニチュード6.2の地震。死者1900人。（コロンビア・キンディオ地震）
- 2003年 - 大相撲の朝青龍が前場所に続き優勝し、横綱昇進を決める。
- 2006年 - これまで発見された中で最も地球に似た太陽系外惑星であるOGLE-2005-BLG-390Lbが発見。
- 2011年 - エジプトでムバラク大統領の退陣を求める数万人規模の反体制デモが始まる[12]。（エジプト革命）
- 2015年 - ISILによる日本人拘束事件: ISILがラジオ部門を通じて人質となった湯川遥菜を殺害したことを伝えた[13]。
- 2019年 - ブルマジーニョ尾鉱ダム決壊事故: ブラジルミナスジェライス州でヴァーレ社の鉱滓ダムが決壊。死者数120人以上、行方不明者多数[14][15]。
- 2023年 - 第41代となるニュージーランドの首相にクリス・ヒプキンスが就任[16]。
- 2025年 - イスラム組織ハマスが停戦合意に基づき新たにイスラエルの女性兵士4人を解放した。またイスラエル側もパレスチナ人収監者約200人を釈放した。

## 誕生日
- 750年 - レオーン4世、東ローマ帝国皇帝（+ 780年）
- 1425年 - エンリケ4世、カスティーリャ王（+ 1474年）
- 1477年 - アンヌ・ド・ブルターニュ、ブルターニュ女公、フランス王妃（+ 1514年）
- 1505年 - ジョヴァンニ・モローネ、枢機卿（+ 1580年）
- 1615年 - ホーファールト・フリンク、画家（+ 1660年）
- 1627年 - ロバート・ボイル、化学者、物理学者（+ 1691年）
- 1639年（寛永15年12月22日） - 上杉綱勝、第3代出羽国米沢藩主（+ 1664年）
- 1695年（元禄7年12月11日） - 佐竹義格、第4代出羽国久保田藩主（+ 1715年）
- 1718年（享保2年12月24日） - 有馬孝純、第3代越前国丸岡藩主（+ 1757年）
- 1736年 - ジョゼフ＝ルイ・ラグランジュ、数学者（+ 1813年）
- 1743年 - フリードリヒ・ハインリヒ・ヤコービ、哲学者（+ 1819年）
- 1759年 - ロバート・バーンズ、詩人（+ 1796年）
- 1770年 - フランシス・バーデット、政治家（+ 1844年）
- 1775年（安永3年12月24日） - 阿部正精、第5代備後国福山藩主（+ 1826年）
- 1778年（安永6年12月27日） - 松平乗寛、第3代三河国西尾藩主（+ 1839年）
- 1783年（天明2年12月23日） - 柳沢保泰、第4代大和国郡山藩主（+ 1838年）
- 1839年（文政9年12月28日） - 南部利剛、第15代陸奥国盛岡藩主（+ 1896年）
- 1832年 - イヴァン・シーシキン、画家（+ 1898年）
- 1837年（天保7年12月19日） - 富岡鉄斎、画家、儒学者（+ 1924年）
- 1841年 - ジョン・アーバスノット・フィッシャー、海軍軍人（+ 1920年）
- 1843年 - ヘルマン・アマンドゥス・シュヴァルツ、数学者（+ 1921年）
- 1860年（安政7年1月3日） - 加藤高明、政治家、第24代内閣総理大臣（+ 1926年）
- 1860年（安政7年1月3日） - 八代六郎、海軍軍人（+ 1930年）
- 1868年 - フベンティーノ・ローサス、作曲家（+ 1894年）
- 1870年 - 豊増竜次郎、政治家、弁護士（+1941年）
- 1870年 - ヘルゲ・フォン・コッホ、数学者（+ 1924年）
- 1874年 - サマセット・モーム、小説家、劇作家（+ 1965年）
- 1878年 - アーンスト・アレキサンダーソン、電気工学者（+ 1975年）
- 1881年 - エーミール・ルートヴィヒ、小説家（+ 1948年）
- 1882年 - ヴァージニア・ウルフ、小説家（+ 1941年）
- 1885年 - 北原白秋、詩人、歌人、童謡作家（+ 1942年）
- 1886年 - ヴィルヘルム・フルトヴェングラー、指揮者（+ 1954年）
- 1893年 - 百田宗治、詩人、児童文学作家（+ 1955年）
- 1894年 - 千葉三郎、政治家（+ 1979年）
- 1899年 - スリーピー・ジョン・エスティス、ブルースシンガー（+ 1977年）
- 1899年 - ポール＝アンリ・スパーク、政治家（+ 1972年）
- 1900年 - 石坂洋次郎、作家（+ 1986年）
- 1900年 - テオドシウス・ドブジャンスキー、遺伝学者、進化生物学者（+ 1975年）
- 1900年 - 銭村健一郎、野球選手（+ 1968年）
- 1901年 - 望月市恵、ドイツ文学者（+1991年）
- 1902年 - 中野重治、小説家、評論家、詩人（+ 1979年）
- 1902年 - 西川寧、書家（+ 1989年）
- 1902年 - リロイ・ブラウン、陸上競技選手（+ 1970年）
- 1903年 - 金子文子、アナキスト（+ 1926年）
- 1905年 - マージェリー・シャープ、児童文学作家（+ 1991年）
- 1907年 - 火野葦平、小説家（+ 1960年）
- 1907年 - 中野四郎、政治家（+ 1985年）
- 1911年 - メイ牛山、美容家（+ 2007年）
- 1911年 - 森三郎、童話作家（+ 1993年）
- 1912年 - 加藤美代三、日本画家（+2012年）
- 1913年 - 川原俊夫、実業家、ふくや創業者（+1980年）
- 1913年 - 谷山兵三、薬学者、長崎大学名誉教授、徳島文化女子短期大学元学長（+1990年）
- 1913年 - 三田国夫、俳優（+ 没年不詳）
- 1913年 - ヴィトルト・ルトスワフスキ、作曲家、ピアニスト（+ 1994年）
- 1913年 - 黄華、中国の外交官、政治家（+ 2010年）
- 1917年 - イリヤ・プリゴジン、化学者、物理学者（+ 2003年）
- 1917年 - 斎藤隆介、作家（+ 1985年）
- 1917年 - 土屋隆夫、推理作家（+ 2011年）
- 1918年 - 後藤杜三、眼科医、作家（+1991年）
- 1920年 - 横山操、日本画家（+ 1973年）
- 1921年 - アルフレッド・リード、作曲家（+ 2005年）
- 1922年 - ルイジ・ルーカ・カヴァッリ＝スフォルツァ、集団遺伝学者（+ 2018年）
- 1923年 - 池波正太郎、小説家（+ 1990年）
- 1923年 - 西村晃、俳優（+ 1997年）
- 1923年 - アルビド・カールソン、薬理学者（+ 2018年）
- 1925年 - 早川雄三、俳優（+ 2010年）
- 1926年 - 竹内外史、数学者、論理学者（+ 2017年）
- 1926年 - 樋口廣太郎、アサヒビール名誉会長、元社長（+ 2012年）
- 1927年 - アントニオ・カルロス・ジョビン、作曲家（+ 1994年）
- 1928年 - エドゥアルド・シェワルナゼ、ソ連外相、グルジア大統領（+ 2014年）
- 1928年 - 田久保英夫、小説家（+ 2001年）
- 1928年 - 佐藤栄太郎、学校法人佐藤栄学園創立者（+ 2008年）
- 1929年 - ベニー・ゴルソン、ジャズサクソフォーン奏者（+ 2024年）
- 1930年 - ターニャ・サヴィチェワ、『ターニャの日記』の著作者（+ 1944年）
- 1930年 - 菅原道裕、元プロ野球選手（+ 2014年）
- 1932年 - 柴田侑宏、劇作家、演出家（+2019年）
- 1933年 - コラソン・アキノ、政治家、11代フィリピン大統領（+ 2009年）
- 1933年 - 生島治郎、小説家（+ 2003年）
- 1933年 - 内海武彦、元プロ野球選手
- 1935年 - 市川雄一、政治家（+ 2017年）
- 1935年 - アントニオ・エアネス、政治家、16代ポルトガル大統領
- 1937年 - 岡野久一、プロ野球選手（+ 没年不詳）
- 1938年 - 石ノ森章太郎、漫画家（+ 1998年）
- 1938年 - 松本零士、漫画家（+ 2023年）
- 1938年 - ヴラジーミル・ヴィソツキー、詩人、シンガーソングライター（+ 1980年）
- 1938年 - エタ・ジェイムズ、ブルース・R&B歌手（+ 2012年）
- 1939年 - 黒田征太郎、イラストレーター
- 1940年 - 小川博、元プロ野球選手
- 1941年 - 吉村功、アナウンサー
- 1942年 - 長澤正信、実業家
- 1942年 - エウゼビオ、サッカー選手（+ 2014年）
- 1942年 - 司忍（篠田建市）、特定抗争指定暴力団・六代目山口組組長
- 1943年 - 干刈あがた、小説家（+ 1992年）
- 1943年 - トビー・フーパー、映画監督（+ 2017年）
- 1943年 - 樋浦勉、俳優、声優
- 1943年 - 安井智規、元プロ野球選手
- 1943年 - パーヴェル・ロマン、フィギュアスケート選手（+ 1972年）
- 1944年 - 江守徹、俳優
- 1944年 - 松岡正剛、編集者、著述家、日本文化研究者（+ 2024年）
- 1945年 - 滝良子、フリーアナウンサー、ラジオパーソナリティ（+ 2021年）
- 1945年 - 山口豪久[17]、俳優（+ 1986年）
- 1947年 - 柴崎正勝、有機化学者、薬学者
- 1947年 - 近藤正道、政治家、弁護士
- 1947年 - 宇野ゆう子、シャンソン歌手
- 1947年 - アンヘル・ニエト、モーターサイクル・ロードレーサー（+ 2017年）
- 1947年 - トスタン、元サッカー選手
- 1948年 - 壤晴彦、俳優、声優、演出家
- 1948年 - 小溝泰義、外交官
- 1948年 - 前野曜子、歌手（+1988年）
- 1948年 - 鉢呂吉雄、政治家
- 1949年 - さとう宗幸、歌手、俳優、司会者
- 1949年 - 鈴木勉、書体デザイナー（+ 1998年）
- 1949年 - 忠津陽子、漫画家
- 1949年 - ポール・ナース、遺伝学者
- 1950年 - 司城志朗、小説家
- 1950年 - マドモアゼル・愛、占星術者、エッセイスト
- 1950年 - 森田芳光、映画監督、脚本家（+ 2011年）
- 1951年 - ビル・ヴィオラ、現代美術家（+ 2024年）
- 1952年 - 藤原辰雄、調教師
- 1952年 - 牛山茂[18]、俳優、声優
- 1953年 - ホンキー・トンク・マン、プロレスラー
- 1954年 - 津山登志子、女優（+ 2023年）
- 1954年 - 大橋一夫、政治家
- 1955年 - 岩谷徹、ゲームクリエイター
- 1956年 - 水野智彦、政治家
- 1956年 - 小池博史、演出家、作家
- 1956年 - 巻上公一、ミュージシャン
- 1957年 - 楠みちはる、漫画家
- 1957年 - 上原博之、調教師
- 1958年 - 平井卓也、政治家
- 1958年 - 平子裕志、実業家、全日本空輸社長
- 1959年 - 北野誠、タレント
- 1959年 - キム・ヨンジャ、演歌歌手
- 1960年 - ならはしみき、声優
- 1960年 - JILL、ミュージシャン（PERSONZ）
- 1960年 - 平谷美樹、小説家
- 1960年 - 中村時広、政治家
- 1960年 - 荒木由美子、歌手、女優
- 1960年 - 加納幸和、演出家、俳優
- 1960年 - 良川昌美、元プロ野球選手、審判
- 1960年 - 楠瀬耕作、政治家
- 1961年 - カトリーヌあやこ、漫画家
- 1963年 - 都築香弥子、女優、声優
- 1964年 - 妹尾青洸、俳優
- 1964年 - レパード玉熊、プロボクサー
- 1965年 - 瀬戸山正二、ビーチバレー選手
- 1965年 - 片山愁、漫画家
- 1967年 - 佐々木望、声優
- 1967年 - 趙源泰、実業家、大韓航空社長
- 1967年 - 後藤法子、脚本家
- 1968年 - t-kimura、ミュージシャン（m.o.v.e）
- 1968年 - 古屋兎丸、漫画家
- 1968年 - 熊沢重文、騎手
- 1969年 - 筒井孝、元プロ野球選手
- 1970年 - マキタスポーツ、お笑い芸人、俳優
- 1970年 - 千原せいじ、お笑い芸人（千原兄弟）
- 1972年 - 竹原慎二、元プロボクサー、タレント
- 1972年 - 浜野谷憲尚、騎手
- 1972年 - ホセ・マシーアス、元プロ野球選手
- 1972年 - 津川祥吾、政治家
- 1974年 - 芦原妃名子、漫画家（+ 2024年）
- 1974年 - ダン・セラフィニ、元プロ野球選手
- 1975年 - 橋爪政吉、政治家
- 1975年 - 竹岡和宏、元プロ野球選手
- 1975年 - ミア・カーシュナー、女優
- 1977年 - ゆってぃ、お笑い芸人
- 1977年 - 樋口和之、元お笑い芸人（元5番6番）
- 1978年 - 菅原卓磨、俳優
- 1978年 - デニス・メンショフ、ロードレース選手
- 1978年 - ウォロディミル・ゼレンスキー、政治家、6代ウクライナ大統領、元俳優、コメディアン
- 1978年 - ジェイソン・ロバーツ、元サッカー選手
- 1978年 - デリック・ターンボウ、元プロ野球選手
- 1979年 - 平岡理恵、雀士
- 1979年 - クリスティーン・レイキン、女優
- 1980年 - 黒河奈美、声優
- 1980年 - エフスタティオス・タヴラリディス、サッカー選手
- 1980年 - シャビ・エルナンデス、サッカー選手
- 1980年 - フィル・ストックマン、元プロ野球選手
- 1980年 - 長澤喜稔、お笑いタレント（元マキシマムパーパーサム）
- 1980年 - ミシェル・マクール、プロレスラー
- 1980年 - チャン・ジャヨン、女優（+ 2009年）
- 1981年 - トシェ・プロエスキ、歌手（+ 2007年）
- 1981年 - アリシア・キーズ、歌手
- 1981年 - 佐藤嘉洋、元キックボクサー
- 1981年 - 許竹見、元プロ野球選手
- 1981年 - 嶋野蘭、タレント（元チェキッ娘）
- 1981年 - アルトゥール・モラエス、サッカー選手
- 1982年 - 櫻井翔、歌手、タレント（嵐）
- 1982年 - 中村真実、元サッカー選手
- 1982年 - 庄子知美、タレント
- 1982年 - マキシム・シャバリン、フィギュアスケート選手
- 1982年 - ノエミ、歌手
- 1982年 - 朴善英、アナウンサー
- 1983年 - 今野泰幸、サッカー選手
- 1983年 - 豊岡真澄、元タレント（元P-chicks）
- 1983年 - 仲間リサ、ファッションモデル
- 1984年 - 皆藤愛子、フリーアナウンサー
- 1984年 - ロビーニョ、サッカー選手
- 1984年 - シュテファン・キースリング、サッカー選手
- 1984年 - オンドレイ・ホタレック、フィギュアスケート選手
- 1984年 - 石崎徹、政治家
- 1984年 - 野田澤彩乃、女流棋士 (将棋)
- 1984年 - 河本太、お笑いタレント（ウエストランド）
- 1985年 - 前田優香、AV女優
- 1985年 - 本橋優華、元タレント
- 1985年 - チーナ・カーロリ、歌手
- 1985年 - ユウスケ、ミュージシャン（元HIGH and MIGHTY COLOR）
- 1986年 - 佐藤千晶、アナウンサー、ラジオパーソナリティ
- 1986年 - 結城輝、俳優
- 1986年 - 古財和輝、バドミントン選手
- 1986年 - 荒波翔、元プロ野球選手
- 1986年 - 武井択也、元サッカー選手
- 1987年 - マリア・キリレンコ、テニス選手
- 1987年 - 岩見優輝、元プロ野球選手
- 1987年 - 林弓束、タレント
- 1987年 - 白山博基、ミュージカル俳優
- 1988年 - タチアナ・ゴロビン、テニス選手
- 1988年 - 小澤亮太、俳優
- 1989年 - 多部未華子、女優
- 1989年 - 竹内友哉、俳優
- 1989年 - 渡辺舞、ファッションモデル、女優
- 1989年 - ビクトリア・ムニス、フィギュアスケート選手
- 1989年 - ファクンド・イムホフ、バレーボール選手
- 1990年 - かれん、女優
- 1990年 - ジュノ、アイドル（2PM）
- 1990年 - 益山司、元サッカー選手
- 1991年 - 関口メンディー、ダンサー（元GENERATIONS from EXILE TRIBE、元EXILE）
- 1991年 - 工藤ちあき、元タレント
- 1991年 - 北村諒、ファッションモデル、俳優
- 1992年 - 有末麻祐子、ファッションモデル
- 1994年 - 天野花、シンガーソングライター
- 1994年 - 北方悠誠、元プロ野球選手
- 1994年 - 森内寛樹、ミュージシャン（MY FIRST STORY）
- 1995年 - 高橋咲良、アナウンサー
- 1995年 - 佐藤大樹、ダンサー（FANTASTICS from EXILE TRIBE、EXILE）
- 1995年 ‐ 宮崎湧、俳優
- 1995年 ‐ 謝春花、シンガーソングライター
- 1996年 - 杉本早裕吏、新体操選手
- 1996年 - ヒョン・スンヒ 、アイドル（OH MY GIRL）
- 1997年 - 溝手るか、歌手（元SUPER☆GiRLS）
- 1997年 - 今川優馬、プロ野球選手
- 1999年 - くろくも[19]、歌手
- 1999年 - 立川周、テレビ東京アナウンサー
- 2000年 - 長谷川涼香、競泳選手
- 2001年 - 近澤諒香、競輪選手
- 2001年 - 木村真那月、女優
- 2003年 - 酒井唯菜、女優
- 2004年 - 笹岡ひなり、女優
- 2006年 - 田中奏生[20]、俳優
- 生年不詳 - 神山まさみ、声優、ナレーター
- 生年不詳 - 我妻正崇、声優
- 生年不詳 - 石原浩樹、声優
- 生年不詳 - 西田紘二[21]、声優
- 生年不詳 - 丘上あい、漫画家
- 生年不詳 - 藤原里、漫画家
- 生年不詳 - 神田山吹、講談師

## 忌日

### 人物
- 1019年（寛仁2年12月17日） - 敦康親王、平安時代の皇族（* 999年）
- 1214年（建保元年12月13日） - 平徳子（建礼門院徳子）、平清盛の娘、安徳天皇の母（* 1155年）
- 1494年 - フェルディナンド1世、ナポリ王（* 1423年）
- 1559年 - クリスチャン2世、デンマーク王（* 1481年）
- 1573年（元亀3年12月22日） - 鳥居忠広、戦国武将（* 1540年?）
- 1573年（元亀3年12月22日） - 平手汎秀、戦国武将（* 1553年）
- 1573年（元亀3年12月22日） - 佐脇良之、戦国武将
- 1573年（元亀3年12月22日） - 夏目吉信、戦国武将
- 1573年（元亀3年12月22日） - 成瀬正義、戦国武将
- 1586年 - ルーカス・クラナッハ（子）、画家（* 1515年）
- 1670年 - ニコラ2世、ロレーヌ公（* 1612年）
- 1742年 - エドモンド・ハレー、天文学者、地球物理学者、ハレー彗星の軌道を計算（* 1656年）
- 1798年（寛政9年12月9日）- 立花鑑通、筑後柳河藩第7代藩主（* 1730年）
- 1821年（文政3年12月22日） - 本多利明、経世家（* 1743年）
- 1828年 - キャロライン・ラム、小説家（* 1785年）
- 1849年 - エライアス・パリシュ・アルヴァーズ、作曲家、ハープ奏者（* 1808年）
- 1870年（明治2年12月24日） - 田沼意尊、江戸幕府若年寄、遠江相良藩主、上総小久保藩主（* 1819年）
- 1891年 - 小笠原長行、江戸幕府老中（* 1822年）
- 1896年 - フレデリック・レイトン、画家、彫刻家（* 1830年）
- 1907年 - ルネ・ポティエ、自転車競技選手（* 1879年）
- 1908年 - ウィーダ、小説家（* 1839年）
- 1911年 - 管野スガ、政治運動家（* 1881年）
- 1920年 - ジャンヌ・エビュテルヌ、画家（* 1898年）
- 1931年 - 廣田精一、教育者、工学博士、私立電機学校（現東京電機大学）、神戸高等工業学校（現神戸大学大学院工学研究科・工学部）設立者、オーム社設立者（* 1871年）
- 1938年 - エフゲニー・ポリワーノフ、言語学者（* 1891年）
- 1939年 - アブナー・ダルリンプル、元プロ野球選手（* 1857年）
- 1940年 - 伊藤祐民、15代目伊藤次郎左衞門、実業家、初代松坂屋社長（* 1878年）
- 1942年 - ヘラルド・フィリップス（英語版）、実業家、フィリップス創業者（* 1858年）
- 1947年 - 高野辰之、国文学者、作詞家（* 1876年）
- 1947年 - アル・カポネ、シカゴ＝マフィアの大ボス（* 1899年）
- 1949年 - 牧野伸顕、外交官、内大臣（* 1861年）
- 1951年 - 加藤一夫、詩人、評論家、翻訳家（* 1887年）
- 1952年 - スヴェイン・ビョルンソン、政治家、初代アイスランド大統領（* 1881年）
- 1956年 - 佐野常羽、日本海軍の少将、ボーイスカウト指導者（* 1871年）
- 1957年 - 志賀潔、赤痢菌を発見した細菌学者（* 1871年）
- 1957年 - 小林一三、実業家、阪急東宝グループ創業者（* 1873年）
- 1960年 - ベノー・グーテンベルグ、地震学者（* 1889年）
- 1967年 - 青木理、実業家、政治家、初代公選三重県知事（* 1902年）
- 1967年 - エットーレ・バスティアニーニ、バリトン歌手（* 1922年）
- 1970年 - ジャーヌ・バトリ、オペラ歌手（* 1877年）
- 1970年 - 円谷英二、映画監督（* 1901年）
- 1971年 - 与謝野秀、外交官（* 1904年）
- 1972年 - エアハルト・ミルヒ、元ドイツ空軍元帥（* 1892年）
- 1973年 - 大場政夫、プロボクサー（* 1949年）
- 1975年 - 富原薫、作詞家、教員（* 1905年）
- 1975年 - 上司海雲、華厳宗僧侶、第206世東大寺別当（* 1906年）
- 1977年 - 寒川光太郎、小説家（* 1908年）
- 1980年 - 盛永俊太郎、農学者（* 1895年）
- 1982年 - ミハイル・スースロフ、ソビエト連邦共産党イデオロギー担当書記（* 1902年）
- 1983年 - 安松京三、昆虫学者（* 1908年）
- 1983年 - 天藤真、推理作家（* 1915年）
- 1984年 - 二代目春風亭梅橋、落語家（* 1934年）
- 1986年 - アルバート・グロスマン、起業家、マネージャー（* 1926年）
- 1987年 - 岩動道行、官僚、政治家、第37代科学技術庁長官（* 1913年）
- 1987年 - 玉置和郎、総務庁長官（* 1923年）
- 1988年 - コリーン・ムーア、女優（* 1899年）
- 1989年 - 砂澤ビッキ、彫刻家（* 1931年）
- 1990年 - 辰巳佐太郎、政治家、元布施市長、初代大阪府東大阪市長（* 1903年）
- 1990年 - 田丸秀治、実業家、元電通社長（* 1914年）
- 1990年 - エヴァ・ガードナー、女優（* 1922年）
- 1991年 - 蔵原惟人、評論家（* 1902年）
- 1992年 - 戸枝弘、歌人、作詞家（* 1914年）
- 1994年 - スティーヴン・コール・クリーネ、数学者（* 1909年）
- 1995年 - アルバート・タッカー、数学者（* 1905年）
- 1996年 - 中山善郎、実業家、元大協石油社長、元コスモ石油社長（* 1914年）
- 1996年 - 岡村俊昭、元プロ野球選手（* 1912年）
- 1996年 - 藤井勝志、政治家、第40代労働大臣（* 1915年）
- 1996年 - 中野道義、プロ野球選手（* 1926年）
- 1996年 - ジョナサン・ラーソン、作曲家（* 1960年）
- 1997年 - ジーン・ディクソン、占星術師、予言者（* 1904年）
- 1998年 - 宮岡公夫、実業家、元日本郵船社長（* 1922年）
- 1998年 - 劍龍猛虎、大相撲関取（* 1932年）
- 1999年 - ロバート・ショウ、指揮者（* 1916年）
- 1999年 - 土井垣武、元プロ野球選手（* 1921年）
- 1999年 - 三木のり平、喜劇俳優（* 1925年）
- 2001年 - マーガレット・スクリブン、テニス選手（* 1912年）
- 2001年 - デア・ライト、児童文学作家、モデル、写真家（* 1914年）
- 2002年 - 高山栄、声優（* 1937年）
- 2004年 - フランシナ・ブランカース＝クン、陸上競技選手（* 1918年）
- 2004年 - 白木義一郎、プロ野球選手、公明党副委員長（* 1919年）
- 2004年 - フェヘール・ミクローシュ、サッカー選手（* 1979年）
- 2005年 - フィリップ・ジョンソン、建築家（* 1906年）
- 2005年 - マックス・ベルジュイス、児童文学作家、イラストレーター（* 1923年）
- 2006年 - 三田政吉、実業家、元明治座社長（* 1910年）
- 2007年 - 二見富雄、実業家、元日野自動車社長（* 1927年）
- 2007年 - 尾形英夫、編集者、アニメージュ初代編集長（* 1933年）
- 2008年 - 吉本宗泰、野球指導者（* 1926年）
- 2008年 - 田沢芳夫、プロ野球選手（* 1936年）
- 2009年 - ココロ、ミュージシャン（* 1925年）
- 2009年 - 大口広司、俳優、ドラマー（ザ・テンプターズ）（* 1950年）
- 2009年 - 手島慶介、競輪選手（* 1975年）
- 2010年 - 田村明、都市計画家（* 1926年)
- 2010年 - 佐々木徳夫、民俗学者、昔話収集家（* 1929年)
- 2010年 - アリー・ハサン・アル＝マジード、軍人、政治家（* 1941年）
- 2010年 - 北森鴻、小説家、推理作家（* 1961年)
- 2011年 - 石田忠、社会学者、一橋大学名誉教授（* 1916年）
- 2011年 - ダニエル・ベル、社会学者（* 1919年）
- 2012年 - パーヴォ・ベルグルンド、指揮者（* 1929年）
- 2013年 - 四至本愛子、ジャーナリスト（* 1910年）
- 2013年 - 山本進一、民法学者、裁判官、弁護士、元明治大学学長（* 1925年）
- 2013年 - 嶋本昭三、芸術家、現代美術家（* 1928年）
- 2013年 - 北川善太郎、民法学者、京都大学名誉教授（* 1932年）
- 2014年 - ジョン・ホイジンガ、原子核物理学者（* 1921年）
- 2014年 - 河野旭輝、元プロ野球選手（* 1935年）
- 2017年 - 藤村俊二、タレント、俳優（* 1934年）
- 2017年 - メアリー・タイラー・ムーア、女優、コメディアン（* 1936年）
- 2017年 - 星宮望、工学者、東北大学名誉教授、東北学院大学元大学長（* 1941年）
- 2018年 - ジョン・モリス、作曲家（* 1926年）
- 2019年 - アレクサンドル・チジャコフ、軍人、ソ連8月クーデター首謀者の1人（* 1926年）
- 2019年 - ドゥシャン・マカヴェイエフ、映画監督、脚本家（* 1932年）
- 2019年 - 丹羽雅子、被服学者、奈良女子大学元学長、同大学名誉教授（* 1933年）
- 2021年 - 武下和平、島唄唄者（* 1933年）
- 2021年 - 浦野烋興、政治家、第53代科学技術庁長官（* 1941年）
- 2021年 - 相川宗一、政治家、元埼玉県浦和市長、元さいたま市長（* 1942年）
- 2022年 - 松岡享子、児童文学作家、翻訳家、東京子ども図書館名誉理事長（* 1935年）
- 2022年 - 林紀子、元アナウンサー、政治家（* 1940年）
- 2022年 - 松旭斎小天華、奇術師（* 1945年）
- 2022年 - ビム・ヤンセン、サッカー選手、指導者（* 1946年）
- 2023年 - ヴォルフガング・アルテンブルク、軍人、元ドイツ連邦軍大将、元NATO軍事委員会議長（* 1928年）
- 2023年 - 天沢退二郎、詩人、仏文学者、翻訳家、児童文学作家、明治学院大学名誉教授（* 1936年）
- 2023年 - シンディ・ウィリアムズ、女優（* 1947年）
- 2023年 - 高井美紀、アナウンサー（* 1967年）
- 2024年 - ミシェル・ハウザー、ジャズヴィブラフォン奏者（* 1927年）
- 2024年 - 西川佳代、民事手続法学者（* 1967年）
- 2024年 - 丸川トモヒロ、漫画家（* 1970年）
- 2025年 - 野中郁次郎、経営学者、一橋大学名誉教授、カリフォルニア大学バークレー校特別名誉教授（* 1935年）

### 人物以外(動物など)
- 2025年 - 永明、ジャイアントパンダ (* 1992年)

## 記念日・年中行事
- 初天神（ 日本）
天神様の縁日は毎月25日で、1年の最初の縁日である1月25日を「初天神」という。天神様の祭神菅原道真公の誕生日が6月25日、命日が2月25日というところから、毎月25日が縁日になっている[22]。
- 鷽替え神事（ 日本）
古来より、天神様ゆかりの鳥として親しまれている小鳥の「鷽」。初天神の1月25日に木彫りの「鷽」を新しい「鷽」と取り替える神事が「鷽替え神事」。普段知らず知らずのうちに使う「嘘」を、天神様の「まこと」に替えていただき、正しい幸運を招くことを祈念する。凶事をうそにして、幸運に替えることを念願して、江戸時代のはじめから始まったと云われている[23]。
- 左遷の日（ 日本）
延喜元年1月25日（旧暦。新暦では901年2月16日）、菅原道真が政敵藤原時平の謀略により大宰府に左遷される勅令が発せられたことに因む。
- 菅公学生服の日（ 日本）
岡山県岡山市の菅公学生服株式会社が制定。自社の学生服のアピールと、子供たちの学業成就と健やか成長を祈るのが目的。日付は、菅原道真公にゆかりの初天神の日から[24]。
- 石ノ森章太郎記念日（ 日本）
株式会社石森プロが、石ノ森章太郎の誕生日（1938年1月25日）を記念して制定。石ノ森章太郎は、世界一萬画を描いた萬画家として、ギネスブックにも認定されている[24]。
- 日本最低気温の日（ 日本）
1902年1月25日に、北海道旭川市で日本における最低気温の記録である-41℃を観測したことに由来。
これは「中華まんの日」、「ホットケーキの日」の由来になっている（これらを食べて温まろう、という意味）。
- 中華まんの日
コンビニなどで販売される加温まんじゅう（以下、中華まん）の衛生管理や品質向上のために活動する日本加温食品協会が制定。日付は、上記の通り北海道旭川市でー41℃の日本最低気温を記録し、1年で最も寒いとされるこの時期に、ほかほかの中華まんを食べて、身体も心も温め、ほっと一息ついていただきたいという願いから。
- 主婦休みの日（ 日本）
主婦がほっと一息ついて自分磨きやリフレッシュするのが目的で、株式会社サンケイリビング新聞社が中心になって制定。日付は年末年始、ゴールデンウィーク、夏休みなどの主婦が忙しい時期のあとの1月25日、5月25日、9月25日の年3日を設定した[25]。
- お詫びの日（ 日本）
1077年のカノッサの屈辱に因む。
- 美容記念日（ 日本）
明治・大正・昭和・平成の4つの時代を通して、見かけだけではなく心も体も美しくなることが美容の本来の意味であると、日本で最初に提唱した美容家メイ牛山の誕生日にちなむ。健康食という概念をつくり、健康と美容の両立の概念を広めた。女性が楽しく美しくいられる社会は平和な社会であるとの美容哲学と平和理論に基づく。
- バーンズ・サッパー（英語版）（ スコットランド）
スコットランドの詩人ロバート・バーンズの1759年の誕生日。スコットランド地方ではこの日、生誕を祝ってこの日の夜にバーンズの作品を朗読し、肉料理を食べる。